# Bandini Automobili
 (octobre 2013).
Si vous disposez d'ouvrages ou d'articles de référence ou si vous connaissez des sites web de qualité traitant du thème abordé ici, merci de compléter l'article en donnant les références utiles à sa vérifiabilité et en les liant à la section « Notes et références ».
Pour les articles homonymes, voir Bandini.

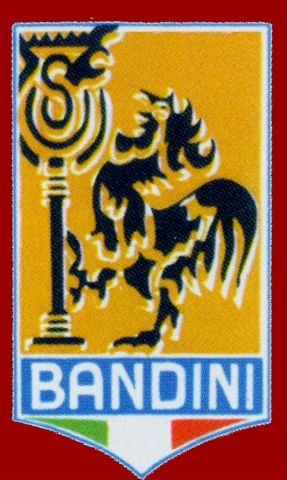
Logo de Bandini automobili

Bandini Automobili (en français, Bandini Automobile) était un constructeur automobile italien, basé à Forlì, en Émilie-Romagne, qui produisit, entre 1946 et 1992 des voitures de course, des coupés sportifs, ainsi que des GT

## Historique

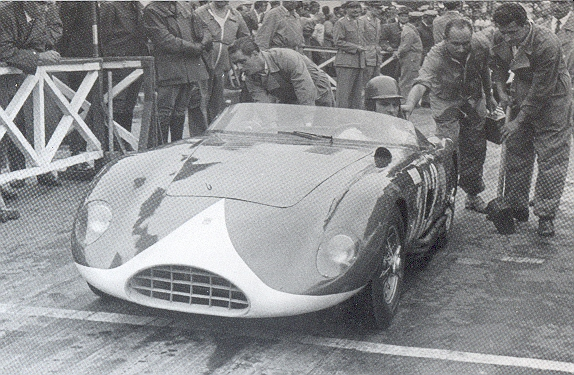
Bandini 750 sport internazionale

L'italien Ilario Bandini fonde son entreprise en 1938 et produit ses propres autos à partir de 1947.
La plupart d'entre elles sont de petites voitures de course mais il construit par la suite de très beaux coupés sportifs et de superbes GT[non neutre] souvent équipés de moteurs Fiat améliorés mais il a également su profiter du moteur américain Crosley.